# Jerry Van Dyke
Jerry Van Dyke (Danville, 27 de julho de 1931 - Hot Springs, 5 de janeiro de 2018) foi um ator e comediante norte-americano.

## Vida
Era irmão do também ator e comediante Dick Van Dyke. Jerry ficou conhecido por seu papel na série Coach, que lhe rendeu quatro indicações ao prêmio Emmy.
Jerry morreu em seu rancho ao lado de sua esposa, Shirley Ann Jones, em Hot Spring, Arkansas.

## Filmes

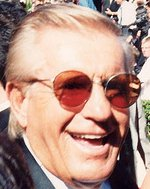
Jerry Van Dyke durante o ensaio dos Prêmios Emmy de 1994.

| Ano  | Título                          | Personagem        | Notas         |
| ---- | ------------------------------- | ----------------- | ------------- |
| 1963 | The Courtship of Eddie's Father | Norman Jones      |               |
| 1963 | Palm Springs Weekend            | Biff Roberts      |               |
| 1963 | McLintock!                      | Matt Douglas Jr.  |               |
| 1965 | Love & Kisses                   | Freddy            |               |
| 1969 | Angel in My Pocket              | Emery             |               |
| 1987 | Death Blow: A Cry for Justice   | Bernard Blackwell |               |
| 1988 | Run If You Can                  | Brian             |               |
| 1992 | To Grandmother's House We Go    | Harvey 'Harv'     | Filme para TV |
| 1997 | Annabelle's Wish                | Vovô Baker        | Filme para TV |
| 1997 | Merry Christmas, George Bailey  | Tio Billy         | Filme para TV |
| 2001 | Surviving Gilligan's Island     | Ele mesmo         | Filme para TV |
| 2011 | Moon Ring                       | Darrell           |               |